# Laura Cecilie Jensen
Laura Cecilie Jensen (* 2. Mai 1999 in Grindsted, Dänemark) ist eine dänische Handballspielerin, die für den dänischen Erstligisten Bjerringbro FH aufläuft.

## Karriere

### Im Verein
Jensen begann das Handballspielen beim dänischen Verein Grindsted GIF. Nachdem die Rückraumspielerin anschließend für Herning FH gespielt hatte, schloss sie sich im Alter von 16 Jahren dem FC Midtjylland Håndbold an. Sie stand in der Saison 2016/17 in einem Spiel im Erstligakader von FC Midtjylland Håndbold. In der darauffolgenden Spielzeit bekam sie mehr Spielanteile und erzielte zwölf Treffer in 18 Erstligaspielen sowie zwei Treffer in der EHF Champions League. Im Sommer 2018 schloss sie sich dem Ligakonkurrenten Team Tvis Holstebro an. Ab der Saison 2020/21 stand sie beim schwedischen Erstligisten IK Sävehof unter Vertrag. Mit Sävehof gewann sie 2022, 2023 und 2024 die schwedische Meisterschaft sowie 2023 und 2024 den schwedischen Pokal. Im Sommer 2024 wechselte sie zum dänischen Verein Bjerringbro FH.

### In Auswahlmannschaften
Jensen bestritt 43 Länderspiele für die dänische Jugendnationalmannschaft, in denen sie 103 Treffer erzielte. Mit dieser Auswahlmannschaft gewann sie bei der U-17-Europameisterschaft 2015 die Goldmedaille. Jensen steuerte dabei 32 Treffer zum Erfolg bei. Im darauffolgenden Jahr stand sie mit Dänemark im Finale der U-18-Weltmeisterschaft, das gegen Russland verlorenging. Anschließend absolvierte Jensen 32 Länderspiele für die dänischen Juniorinnennationalmannschaft, in denen sie 98 Tore warf. Bei der U-19-Europameisterschaft 2017 gewann sie mit der dänischen Auswahl anfangs die Bronzemedaille, die jedoch später aufgrund eines Dopingverstoßes von drei Spielerinnen des Finalisten Russland in die Silbermedaille umgewandelt wurde.